# Vályi Lajos (lelkész)
Vályi Lajos (Hodos, Pozsony vármegye, 1825. február 12. – Perbete, 1896. május 17.) református esperes-lelkész és kerületi főjegyző.

## Élete
Vályi János rektor és Vass Katalin fia. Tanulmányait atyja vezetése alatt kezdte meg és folytatta a III. latin osztályig; 1837-ben Pápára ment a további osztályokra; a gimnáziumi VI. osztályt bevégezvén, a VII. és VIII. osztályokat a német nyelv elsajátítása végett Pozsonyban hallgatta. Két év múlva ismét visszament Pápára teológusnak; a teológiát elvégezvén, 1846-ban megbízták a II. gimnaziális osztály vezetésével; majd egy év múlva 1847-ben Aranyosra (Komárom megye) ment ki akadémiai rektornak. Három és fél évig tartó tanítóskodás után a révkomáromi gimnáziumba hívták meg tanárnak és egyszersmind segédlelkészi teendőket is végezve, itt töltött másfél évet. Egy évig 1853-ban még Nagy Mihály püspök mellett káplánkodva, Perbetére (Komárom megye) hívták meg rendes lelkésznek. 1857-ben al-, 1860-ban főjegyzővé, majd 1866-ban esperessé választották a komáromi egyházmegyébe; egyházkerülete is elhívta 1875-ben al-, 1877-ben főjegyzőnek. Egyházkerülete a debreceni zsinatra is felküldte (1881 október-november), ahol mint szónok figyelmet keltett.
Költeménye Kinizsi címmel jelent meg a Tavasz című zsebkönyvben (Pápa, 1845); polémikus cikkei a Protestáns Egyházi és Iskolai Lapban (1884-85., 1889) olvashatók. Haray Ernő felett mondott gyászbeszéde nyomtatásban a Kalászok az életnek kenyerében II. évfolyamában jelent meg (Budapest, 1894).

## Munkái
- Jubileumi Emlékkönyv... Beőthy Zsigmond a dunántúli ev. ref. egyházkerület világi főjegyzője félszázados hivataloskodása alkalmából Fehérvárott 1890. aug. 17. ünnepély részleteiből. Pápa, 1890.
- Emlékkönyv. Azon örömünnepély alkalmából, melyet a dunántúli ev. ref. egyházkerület rendezett... Tisza Kálmán... negyedszázados főgondnoki áldásos működésének évfordulóján. Szerk. Uo. 1893.

Mint togátus deák az akkori iskolai életben élénk részt vett, Petőfinek, Jókainak iskolatársa volt és két évig szerkesztette a Házaló c. iskolai lapot Pápán. Kiadta a dunántúli helvét hitvallású egyházkerület (1880-1885.) jegyzőkönyveit. Pápa, 1880-85.